# 마자마산

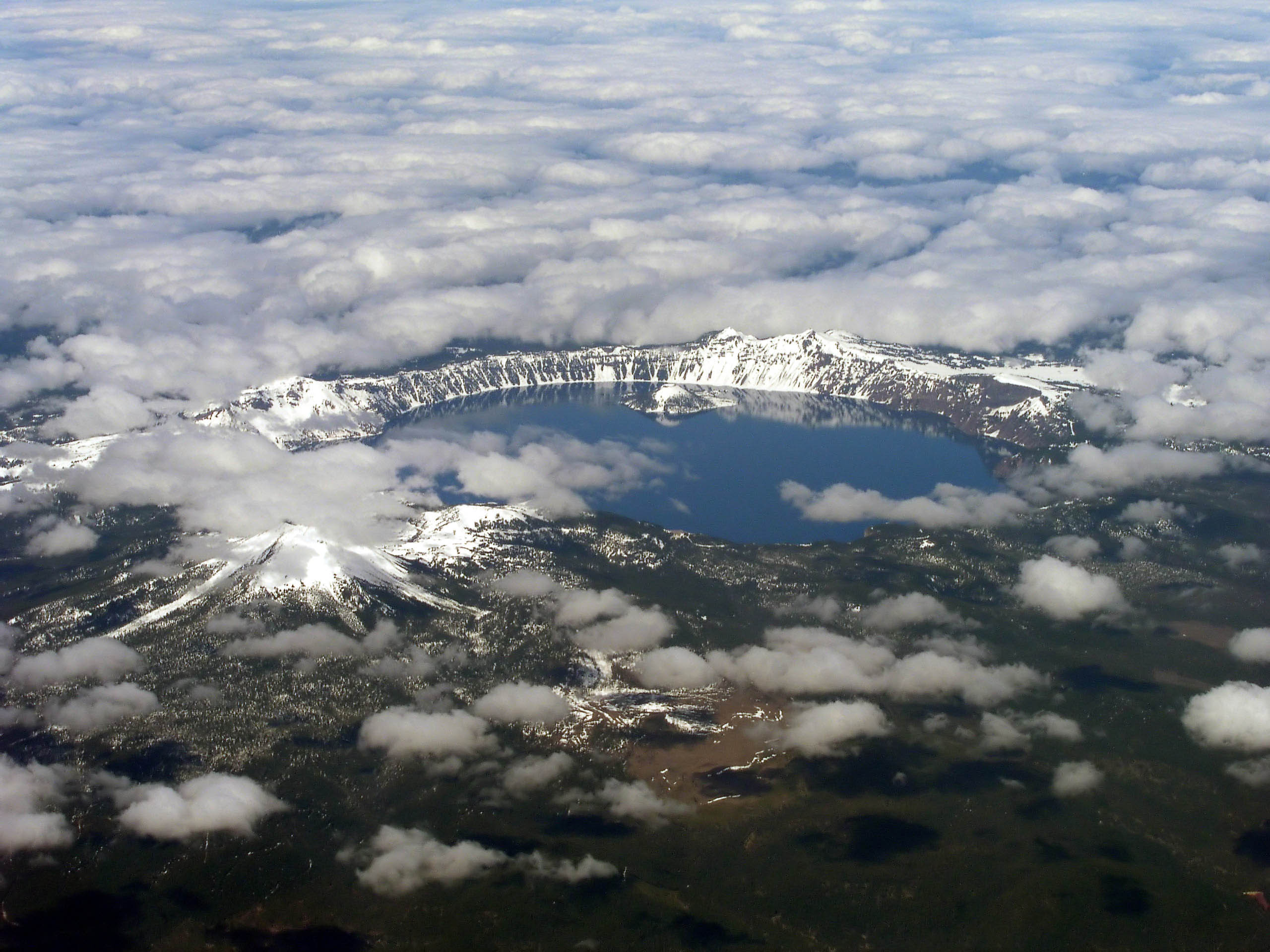
마자마 산

마자마산은 미국 오리건주에 있는 성층화산으로, 활화산이다. 정상에 크레이터호 라고도 불리는 칼데라 호와 기생화산을 가지고 있다. 7,700여년 전, 이 화산이 폭발했는데, 1980년 세인트헬렌스 산의 화산폭발보다 42배 강력했었다고 한다. 폭발이 너무 강력해서 산체가 붕괴되었다. 그렇게 생긴 칼데라는 지름 10km에 달한다. 그 2,700년 후, 소규모의 분화가 일어 조그마한 기생화산을 만들어냈다. 그리고 빗물이 고여 지금과 같은 모습이 되었다. 깊이는 약 560m이다. 지금은 국립공원으로 지정되었는데, 이름은 마자마 산 크레이터 레이크 국립공원이다.

## 대분화
마자마 산은 '파괴된 성층화산'이라고도 불리는데 그 이유는 정상에 가진 거대한 칼데라 호 때문이다. 7,700년전, 이 화산이 분화하였는데, 역사 속에 남을 화산 폭발 중 하나로 기록되고 있다. 이 화산의 대분화는 그림으로도 남아있으며, 분출 당시 화산 폭발 지수 7이었다. 이는 탐보라 화산의 분출과 거의 맞먹는 크기이다. 붕괴된 산체의 높이는 3,300m였지만, 대분화로 인하여 약 1km가 낮아지고 그 후에 수증기 분출이 일어나며 지금의 모습이 되었다.

## 활동 여부
지금도 호수 내의 위저드 섬(Wizard Island)의 바닥에서는 화산 가스 분출이 계속되고 있지만, 규모가 너무 작아 무시하고 있다. 그래도 활동중인 화산이기 때문에 주의할 필요가 있다.